# 1870 Glaukos
1870 Glaukos este un asteroid descoperit pe 24 martie 1971 de Cornelis van Houten.